# وجود الغلوبولين الكبروي بالدم
وُجودُ الغلوبولينِ الكبير بِالدَّم(بالإنجليزية: Macroglobulinemia)‏ يكون عبارة عن وجود مستويات كبيرة من الغلوبولين الكبروِي في الدم. اعتلال في الخلايا البلازمية يشابه ابيضاض الدم مع وجود خلايا ليفية وبلازمية ومتوسطة الشكل، التي تنتج الكريين مناعي م. ويكون هناك تسلل لهذا الجسم المضاد إلى نخاع العظام وأيضاً، في حالات عديدة، يكون التسلل إلى الطحال والكبد والعقد اللمفاوية. الغلوبولين الكبروِي ينتج أعراض تكون لعتلال زيادة لزوجة الدم وتشمل: الضعف، التعب، اضطرابات النزيف، اعتلال الروئية. تحدث هذه الحالة أكثر في عمر الستين والسبعين. 

## الأعراض والعلامات
يبدأ المرض ببطء وأعراضه هي:
- التعب.
- الشحوب.
- نزيف دم من الانف واللثة والجلد والأغشية.
- تضخم الغدد اللمفاوية والكبد والطحال.
- يمكن حصول الالتهابات الخمجة «خاصة الالتهاب الرئوي».
- من النادر إصابة العظام بحيث يمكن حدوث تخلخل العظم.
- إصابة الكلى نادرة أيضاً.
- نلاحظ وجود أنزفة وتوسعاً للأوردة في قعر العين، مع تجمع البروتينات على هيئة بقع صفراء في الشبكية.
- كذلك، يمكن اضطراب النظر.

## التشخيص
تحدد على أساس اللوحة السريرسة والنتائج المخبرية والرحلان كهربي.

### مخبرياً
- فقر دم.
- قلة الكريات البيض مع كثرة الكريات اللمفاوية.
- قلة الصفيحات الدموية.
- زيادة عدد الخلايا البلازمية.
- ارتفاع مستوى البروتينات في الدم، وخاصة المكروغلوبولين - م (M)

في الدم يتم تحديد البروتينات بواسطة الرحلان كهربي.

## توقعات سير المرض
سيء جداً، بحيث تحصل الوفاة بسبب الالتهابات الخمجة الطارئة والأنزفة الدموية وفقر الدم الشديد والحاد والأعراض العصبية.

## مضاعفات المرض
- ترقق العظام.
- نزيف في الشبكية.
- اضطراب النظر.
- غيبوبة

## العلاج
- فصادة البلازما، من اجل تقليل لزوجة الدم، من خلال طرد القسم الأكبر من البروتينات الباتولوجية (المريضة).
- الادوية المانعة لانقسام الخلايا: مثل: سيكلوفسفاميد وغيره.
- أدوية الستيرويدية القشرية، لمواجهة الاستهياء النزفي، مثل: Dehydrocortisone، وغيره.